# Achyranthes nivea
Achyranthes nivea är en amarantväxtart som beskrevs av William Aiton. Achyranthes nivea ingår i släktet Achyranthes och familjen amarantväxter. Inga underarter finns listade i Catalogue of Life.